# Prats (Toralla)
Prats és una partida rural del terme municipal de Conca de Dalt, a l'antic terme de Toralla i Serradell, al Pallars Jussà, en territori que havia estat del poble de Toralla.
Està situada a la dreta del barranc de Mascarell, al nord de la Costa del Toll. És al sud-est de Torricó i al sud-oest de les Cabanes, al nord-oest de Raidonal i al nord-est de la partida de Font de Joanet.